# Källörtsväxter
Källörtsväxter (Montiaceae) är en familj av tvåhjärtbladiga växter. Källörtsväxter ingår i nejlikordningen. Enligt Catalogue of Life omfattar familjen Montiaceae 219 arter.
Släkten enligt Catalogue of Life:
- Amphipetalum
- sidenblommor
- Cistanthe
- vårskönor
- Lenzia
- Lewisia
- Lyallia
- Mona
- källörter
- Montiopsis
- Parakeelya
- Phemeranthus
- Schreiteria

## Bildgalleri

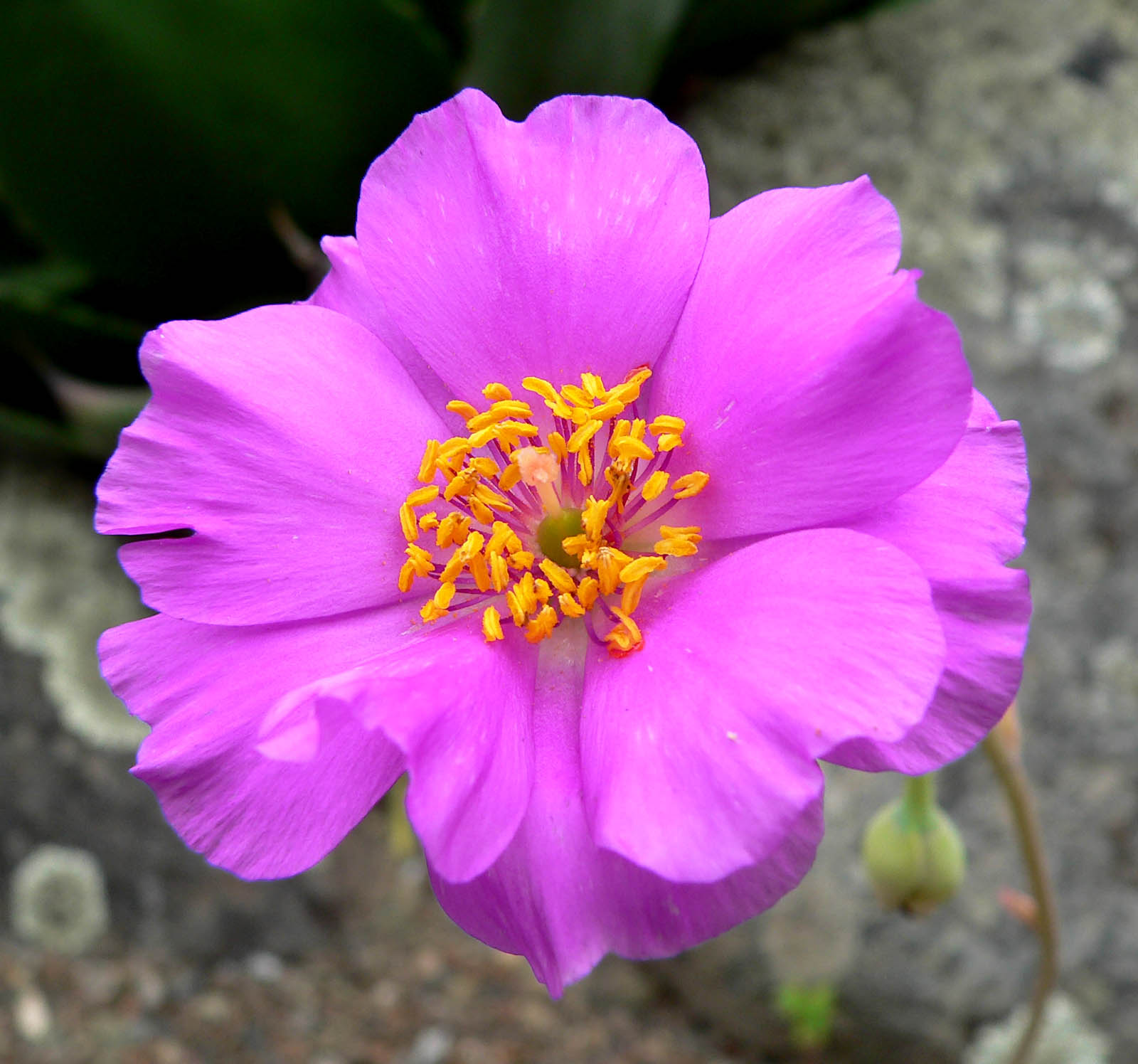
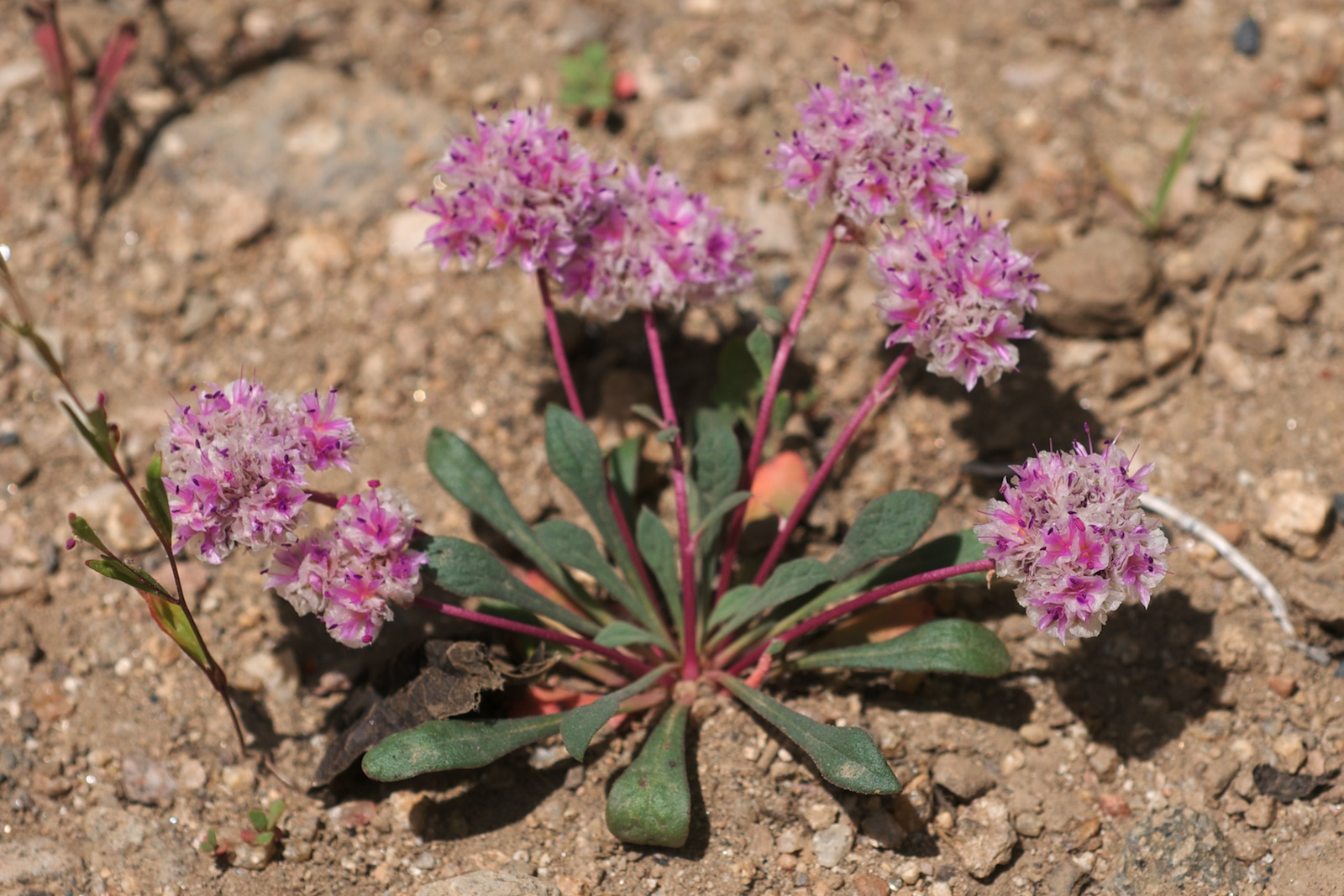
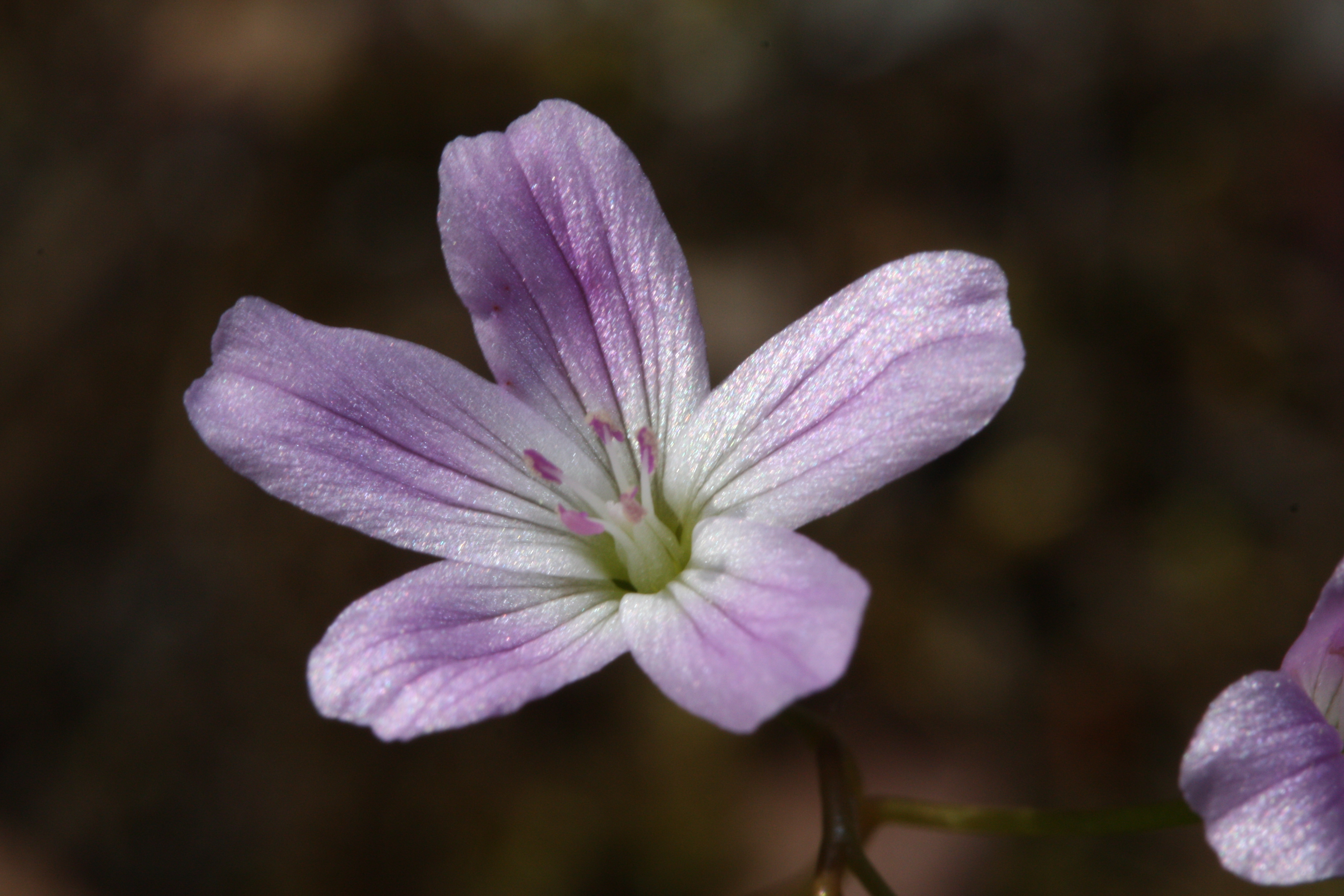
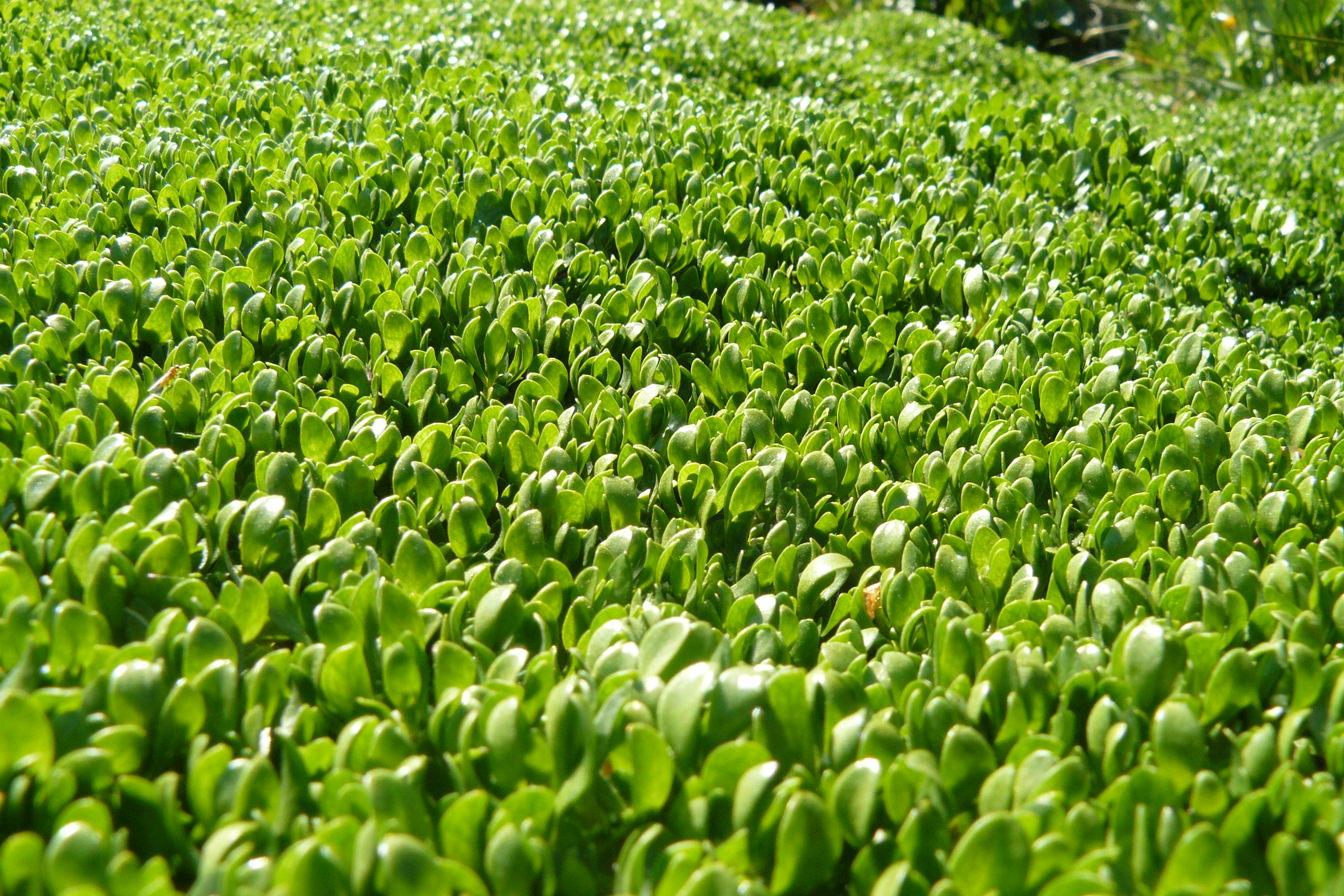
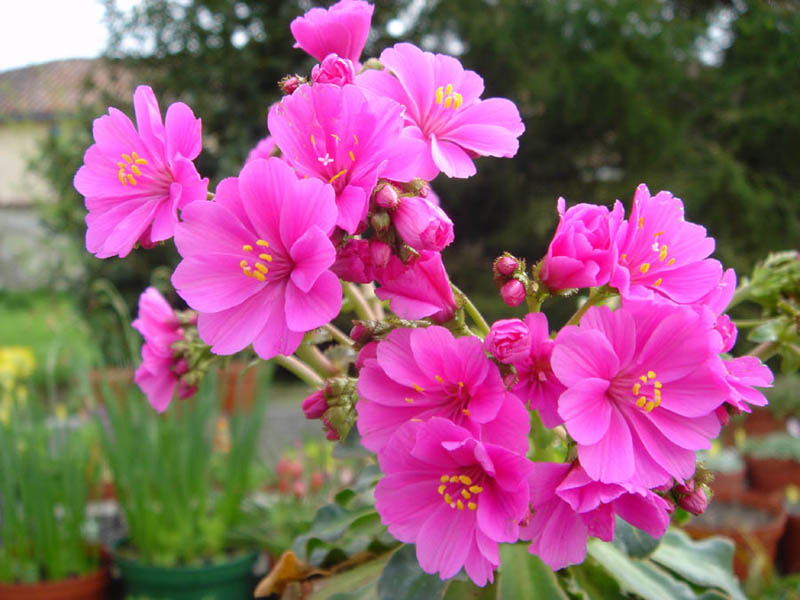